# تقاطع (هندسه)

نقطه قرمز نقطه تلاقی (تقاطع) دو خط را نشان می‌دهد.

در هندسه، تقاطع (انگلیسی: Intersection) نقطهٔ مشترک، خط یا منحنی مشترک برای دو یا چند جسم (مانند خطوط، منحنی‌ها، صفحه‌ها و سطوح) است. ساده‌ترین حالت در هندسه اقلیدسی، تقاطع خط-خط بین دو خط متمایز است که یا یک نقطه است (که گاهی رأس نامیده می‌شود) یا وجود ندارد (اگر خطوط متوازی باشند). انواع دیگر تقاطع هندسی عبارتند از:
تقاطع خط و صفحه
تقاطع خط - کره
تقاطع یک چند وجهی با یک خط
تقاطع پاره خط
منحنی تقاطع
تعیین تقاطع تخت‌ها - اجرام هندسی خطی که در فضایی با ابعاد بالاتر تعبیه شده‌اند - یک کار ساده جبر خطی است، یعنی حل یک دستگاه معادلات خطی. به‌طور کلی تعیین یک تقاطع منجر به معادلات غیر خطی می‌شود که می‌توان آنها را به صورت عددی حل کرد، برای مثال با استفاده از تکرار نیوتن. مشکلات تقاطع بین یک خط و یک مقطع مخروطی (دایره، بیضی، سهمی و غیره) یا یک چهارگانه (کره، استوانه، هایپربولوئید و غیره) منجر به معادلات درجه دوم می‌شود که به راحتی قابل حل است. تقاطع بین ربع‌ها منجر به معادلات کوارتیک می‌شود که می‌توان آنها را به صورت جبری حل کرد.